# روبرت ماجي
روبرت ماجي هو سياسي كندي، ولد في 21 مايو 1864، وتوفي في 12 يناير 1957. انتخب عضو المجلس التشريعي في ساسكاتشوان ‏.